# Чорсу (базар, Ташкент)
Базар «Чорсу́» (узб. Chorsu bozori) — один из крупнейших базаров Узбекистана и Средней Азии, расположенный в Алмазарском районе Ташкента.
Базар был известен ещё в Средние века и имел большое значение в дороге Великого шёлкового пути. Современный архитектурный облик базара сформировался в начале 1990-х годов, когда было завершено строительство купольных построек.

## Этимология
Название базара происходит от (тадж. Чорсӯ) — «перекресток», «четыре стороны», «пересечение главных улиц». От тадж. Чор — «четыре» + тадж. сӯ — «сторона». Так называли в Центральной Азии тип крытого рынка с четырьмя выходами, который, как правило, сооружается на перекрёстке главных магистралей города.

## История
В советские годы имел название «Октябрьский базар». В 1950-е годы к рынку пристоили пространство, где продавали готовые национальные блюда, в народе его прозвали «обжорным рядом».
Истоки куполов на базарах Ташкента начинаются с визита архитектора Андрея Косинского, который приехал в Узбекистан в 1966 году после землетрясения. Он посетил водохранилище, расположенное напротив караван-сарая Рабат-и-Малик, и увлёкся идеей сильного пассивного охлаждения куполообразной конструкции. Он преследовал эту идею в многочисленных строительных проектах, чтобы использовать этот принцип для охлаждения зданий.

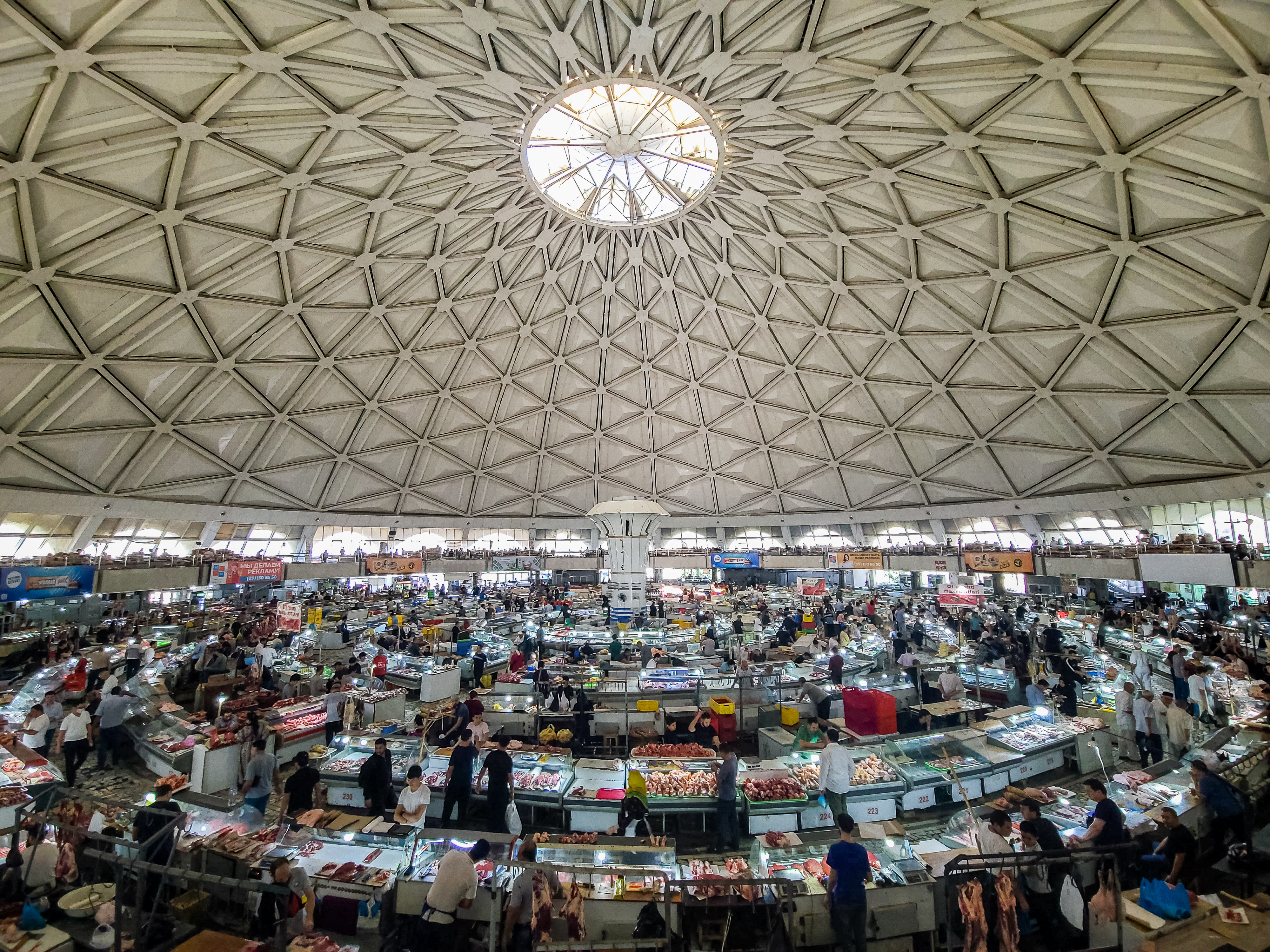
Торговое пространство внутри главного купола

В 1980-х годах архитекторы Ташкентского государственного института проектирования города Владимир Азимов и Сабир Адылов начали проектировать реконструкцию рынка. К началу 1990-х годов были построены купольные сооружения в диаметре 10—15 метров, а самый главный купол базара «Чорсу» — около 80 метров. На нижнем ярусе находятся подвальные коридоры с многочисленными подсобными помещениями. На средних и верхних этажах расположены прилавки с товаром. Торговые ряды в базаре разделяются по видам продаваемых на них товаров: овощи, фрукты, орехи, восточные сладости, пряности, крупы. Для одежды и хозяйственных принадлежностей выделены отдельные павильоны. Во время перестройки «Чорсу» и создания главного купола начали прокладывать и одноименную станцию метро, открытую 6 ноября 1989 года. Тоннели проводили открытым способом через базарную площадь.
В 2018 году хокимият Ташкента опубликовал проект преобразования базара и его окрестностей, на представленных эскизах малые купола отсутствовали. 5 мая 2022 года стало известно, что семь куполов вокруг главного купола базара будут включены в список объектов культурного наследия Узбекистана и взяты под охрану.

## Галерея

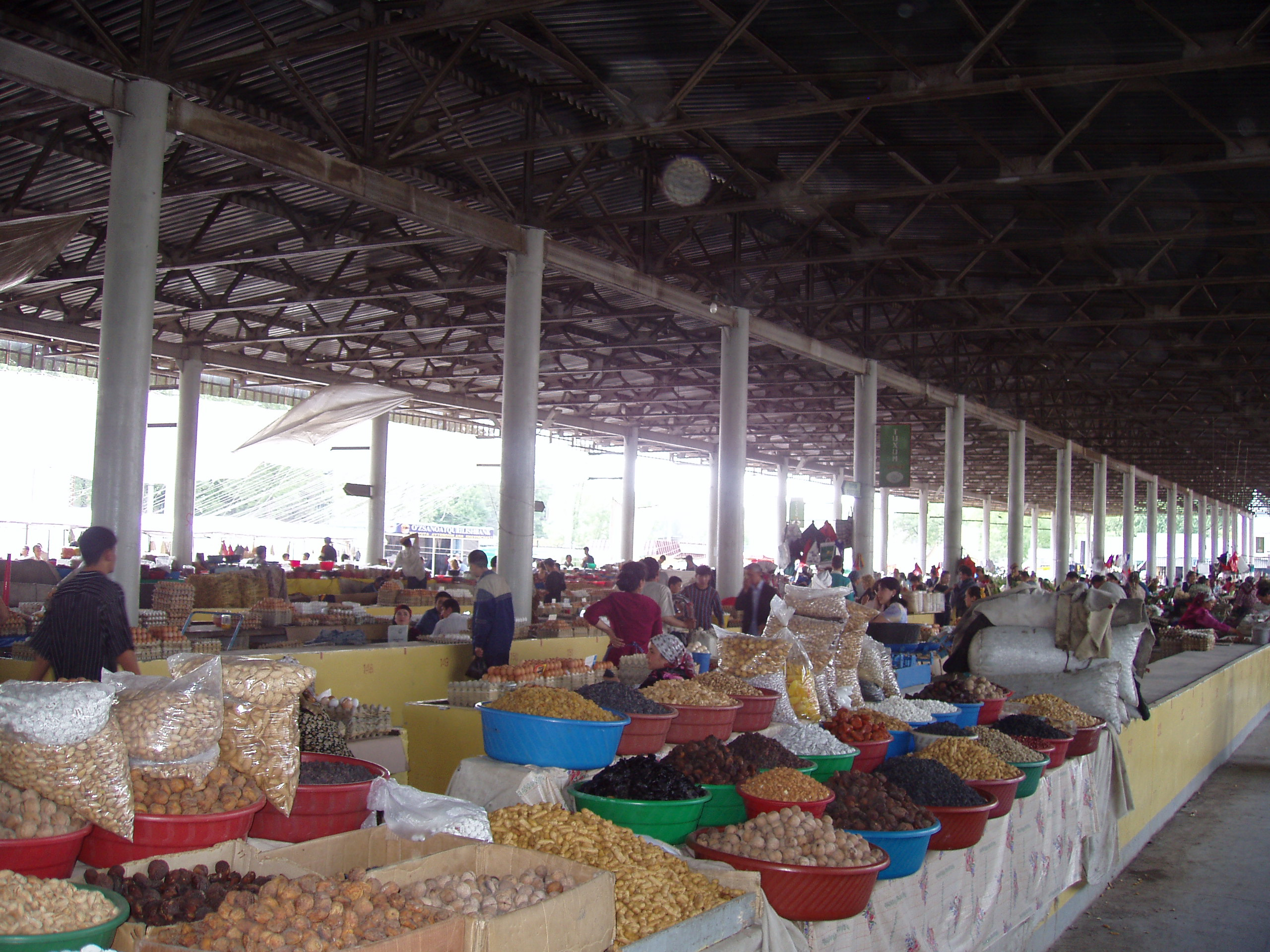
Базар Чорсу
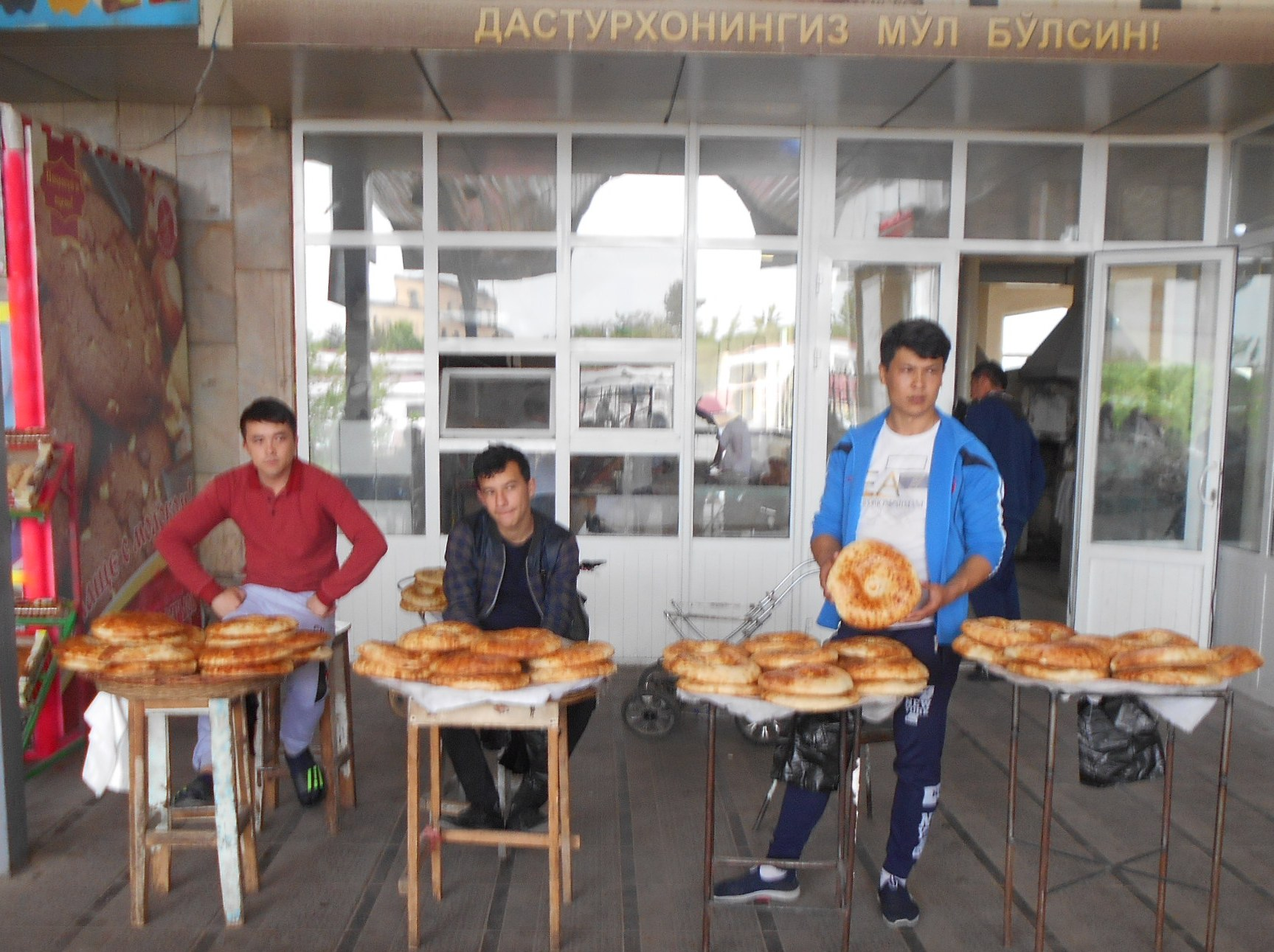
Продавцы хлеба на базаре Чорсу
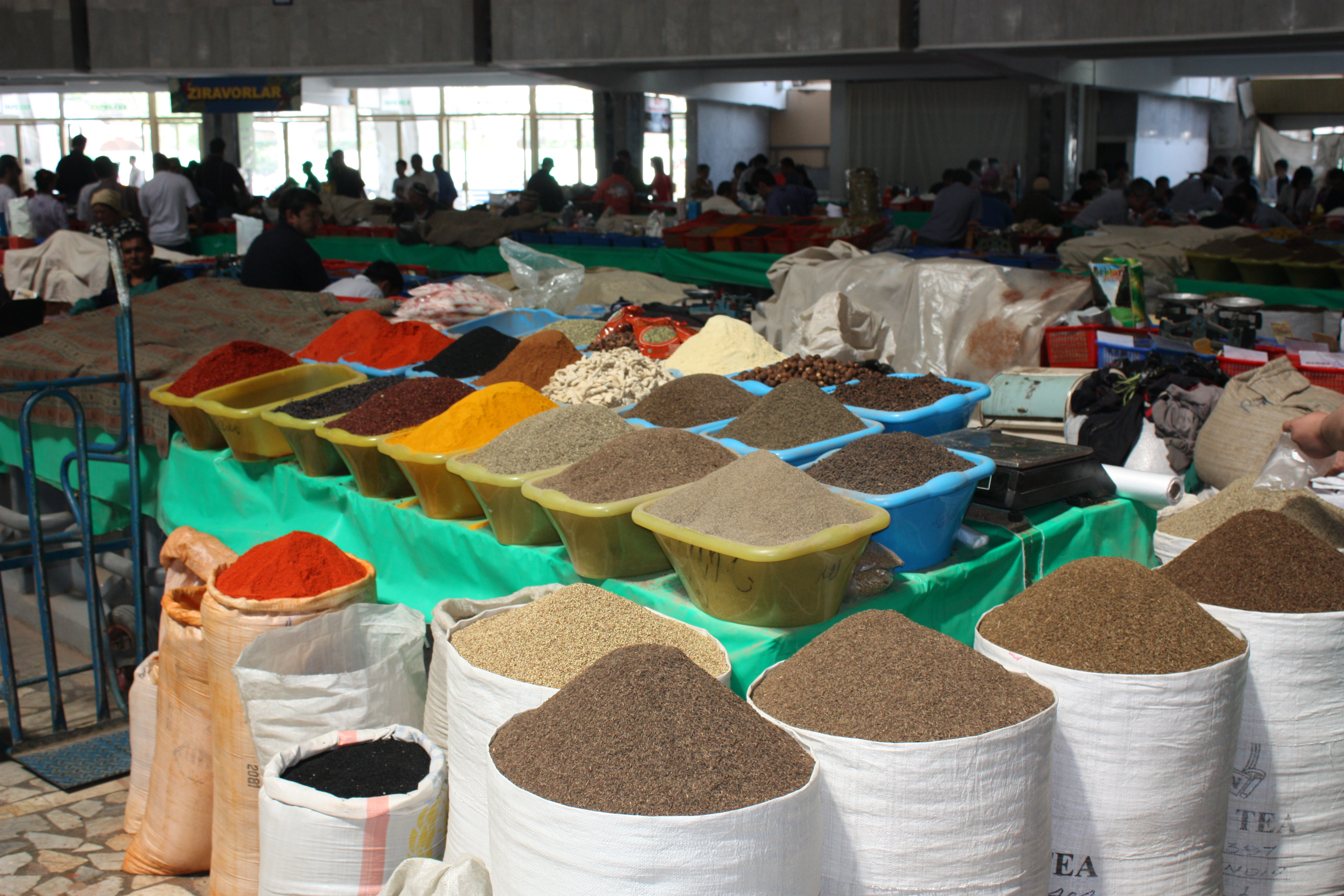
Продажа специй на базаре Чорсу
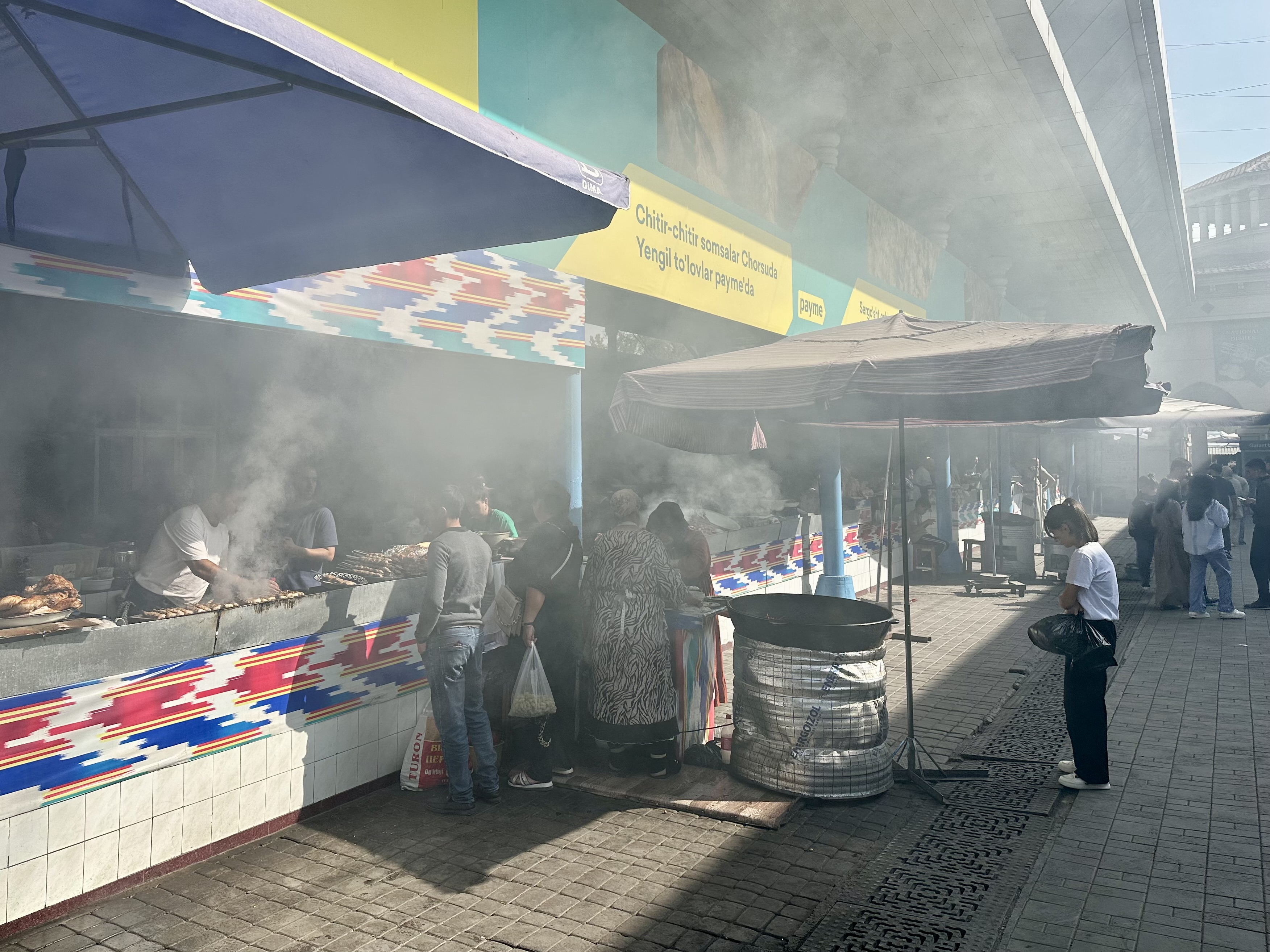
«Обжорный ряд» на базаре Чорсу, 2024 год